# Boruckie Jezioro
Boruckie Jezioro (kasz. Jezoro Bòrëcczé) – jezioro w woj. pomorskim, w pow. kartuskim, w gminie Stężyca, leżące na terenie Pojezierza Kaszubskiego.
Jest to jezioro wytopiskowe położone przy drodze wojewódzkiej nr 228, na zachód od Bramy Kaszubskiej na skraju Kaszubskiego Parku Krajobrazowego.

## Dane morfometryczne
Powierzchnia zwierciadła wody według różnych źródeł wynosi od 11,0 ha do 12,86 ha.

## Hydronimia
Według urzędowego spisu opracowanego przez Komisję Nazw Miejscowości i Obiektów Fizjograficznych (KNMiOF) nazwa tego jeziora to Boruckie Jezioro. W niektórych publikacjach jezioro to występuje pod nazwą Borucińskie.